# لورينزو هاتش

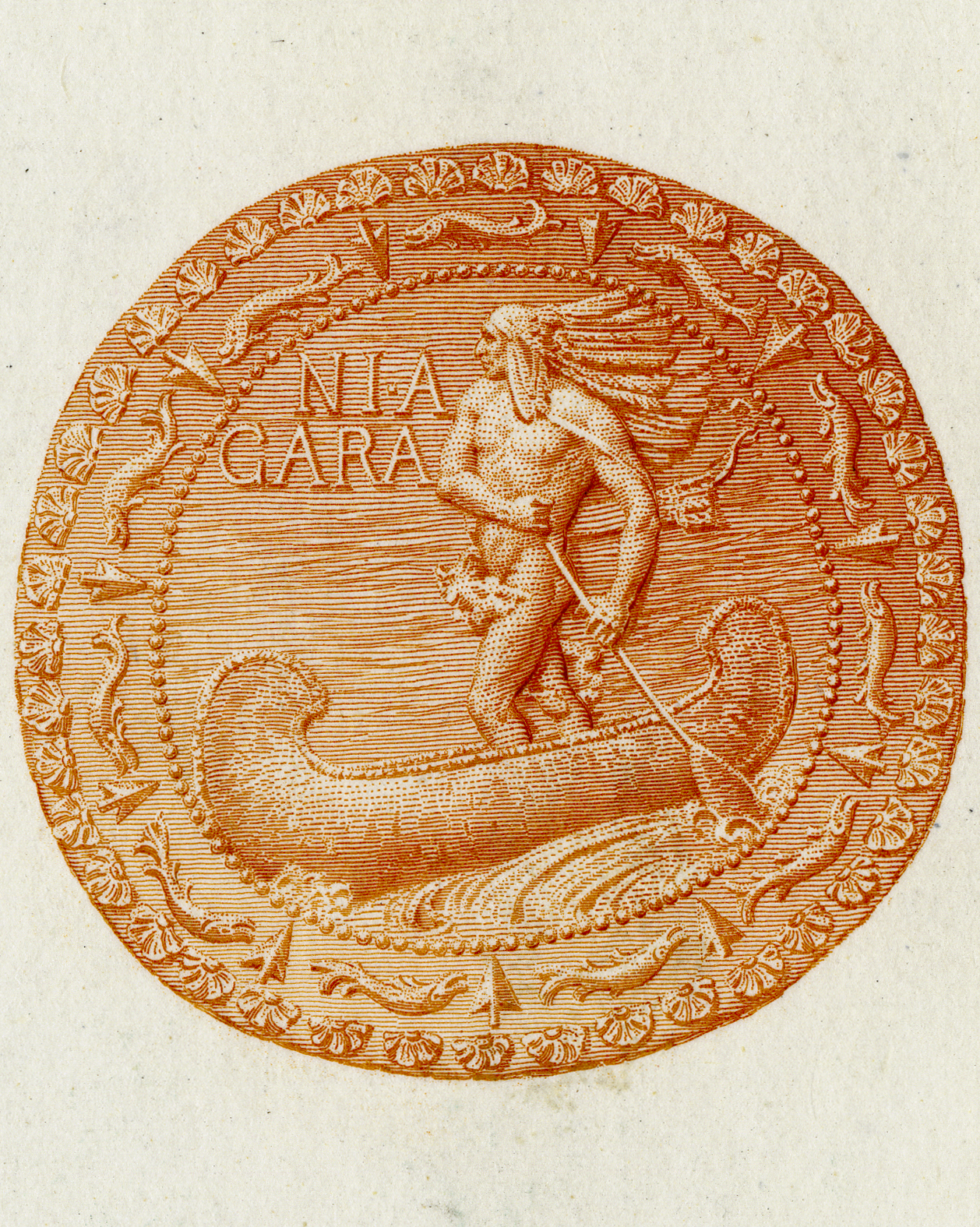

لورينزو هاتش (بالإنجليزية: Lorenzo Hatch)‏ هو فنان أمريكي، ولد في 16 يوليو 1856، وتوفي في 3 فبراير 1914.